# گیل سوندرگارد
گیل سوندرگارد (انگلیسی: Gale Sondergaard؛ ۱۵ فوریهٔ ۱۸۹۹ – ۱۴ اوت ۱۹۸۵) یک هنرپیشه اهل ایالات متحده آمریکا بود.
از فیلم‌ها یا برنامه‌های تلویزیونی که وی در آن نقش داشته است می‌توان به زن عنکبوتی، آنتونی ادورس، به دلت بد نیار، بازگشت مردی به نام اسب و سیر در عرش اشاره کرد.
وی همچنین برنده جوایزی همچون جایزه اسکار بهترین بازیگر نقش مکمل زن شده است.